# Народний дівочий хор "Ліра"
Народний дівочий хор «Ліра» — український художній колектив при ЛНУ ім. Івана Франка, заснований 1999 з ініціативи професора Т. Ю. Салиги у Львові.

## Історія

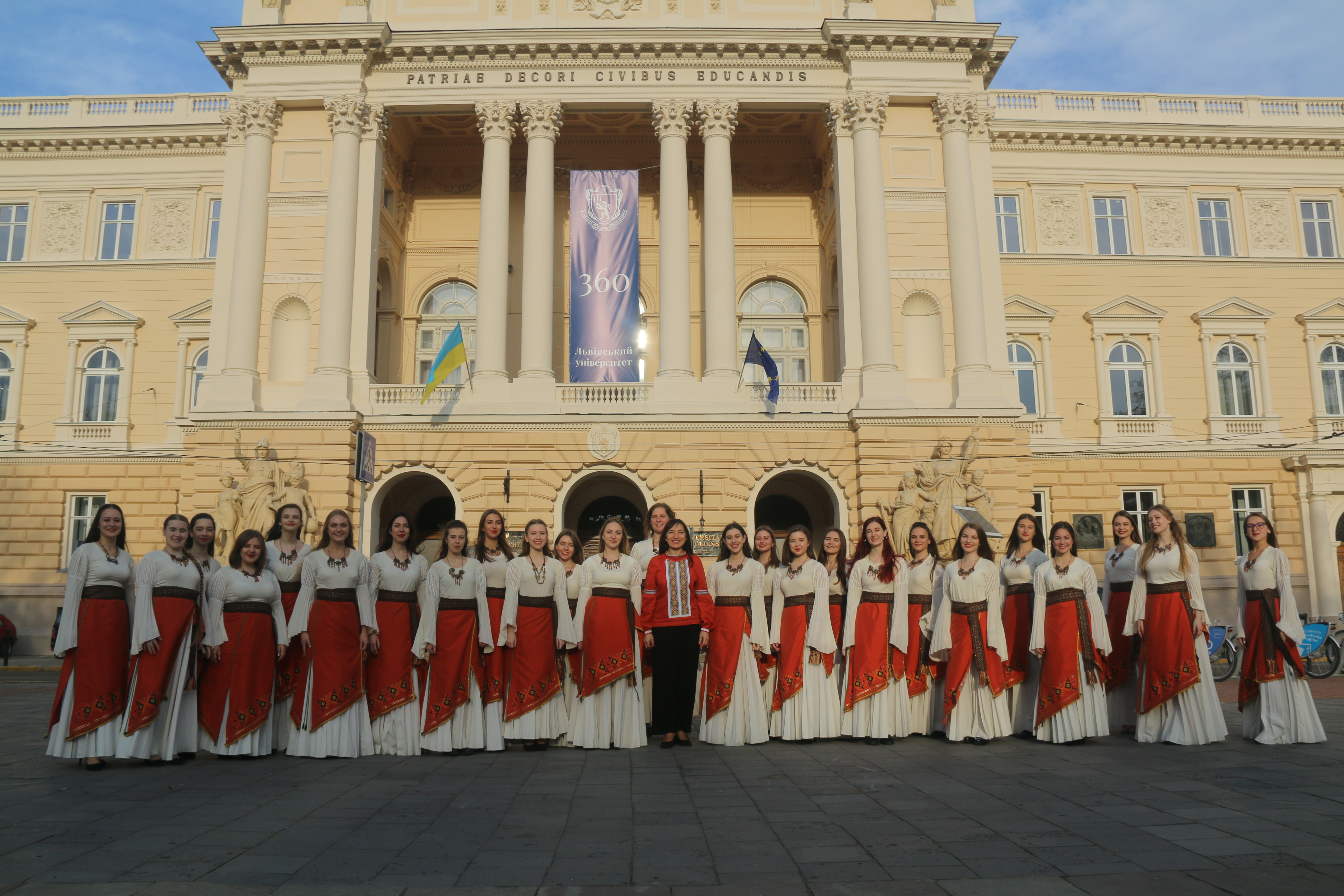
Народний дівочий хор "Ліра", 2021 рік.

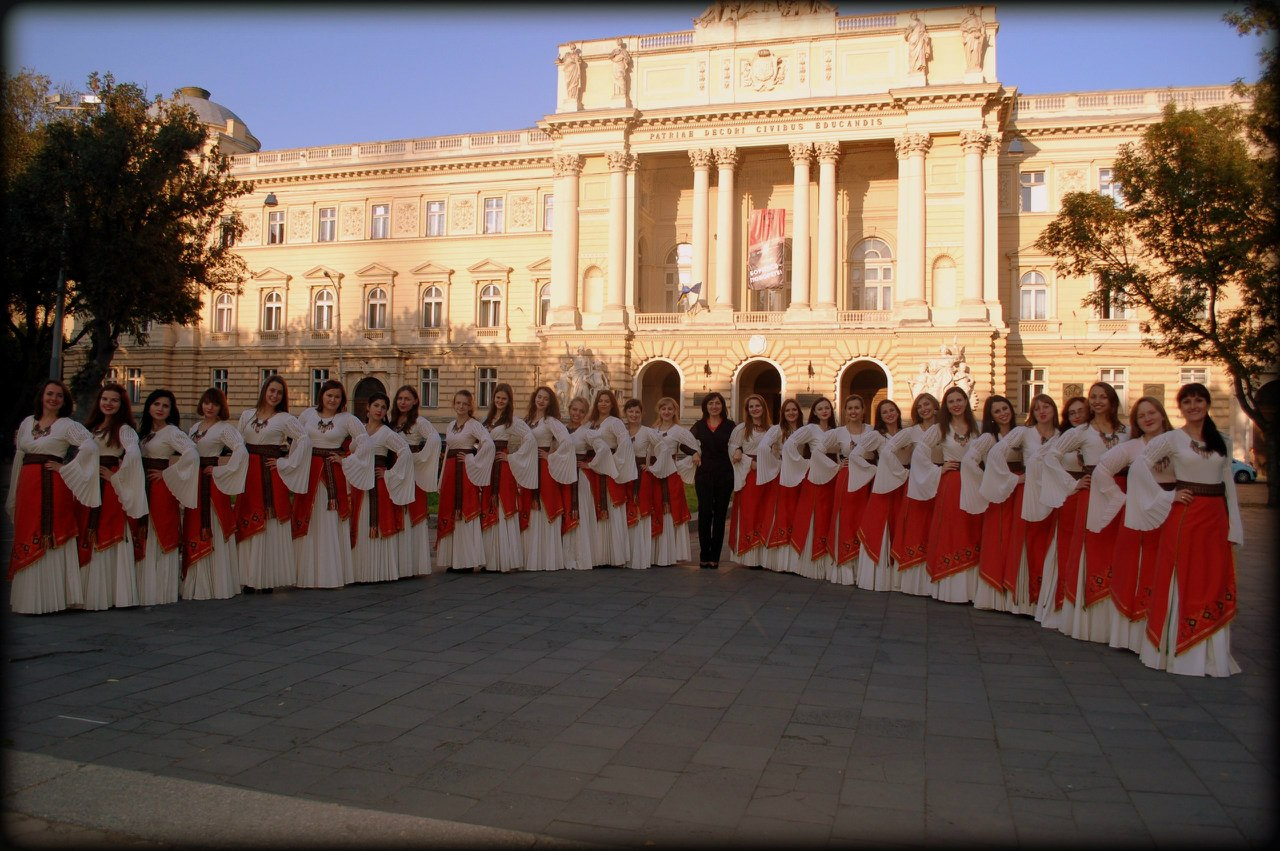
Народний дівочий хор «Ліра», вересень 2014 р.

З ініціативи Салиги Тараса Юрійовича у 1999 році, на базі філологічного факультету, почав формуватися хор зі студенток — любителів хорового співу. Наслідком кропіткої, творчої роботи став звітний концерт хору, що відбувся у травні 2002 року у приміщенні Будинку органної та камерної музики. Хор успішно презентував виконання перлини світової музики — Стабат Матер Дж. Перголезі та низки українських народних пісень. Вже тоді студентський колектив виступає під промовистою назвою «Ліра» — символу музичного мистецтва в усьому світі, що своєю чергою надихало до творчої відданої праці серця й душі співачок. Активна концертна діяльність, постійна цілеспрямована робота хорового колективу над удосконаленням своєї виконавської майстерності, цікавий репертуар зробили «Ліру» одним з провідних аматорських студентських хорів, в якому прагнули співати все більше закоханих у співоче мистецтво дівчат.
І ось, у 2004 році дівочий хор стає загальноуніверситетським мистецьким колективом, у якому співають студентки та аспірантки з різних факультетів університету, що творять духовний пласт національної культури та щедро діляться ним з усіма поціновувачами української пісні.
Народний дівочий хор «Ліра» — бажаний гість та учасник численних міських свят, конкурсів та фестивалів:
У 2008 — учасник I Міжнародного фольклорного фестивалю «Весна — 2008» (Львів).
У 2011 — III регіональний хоровий фестиваль «Хваліте Господа з небес»
Учасник щорічних фестивалів хорового мистецтва — «Співаймо канон», «Жайвір скликає друзів», «Великодні дзвони».
У 2011 р. «Ліра» здійснює успішне гастрольне турне країнами Європи (Польща, Чехія, Австрія). Українська хорова музика у виконанні «Ліри» звучить у стінах Віденської опери.
У 2012 та 2013 рр. бере участь у XVII та XVIII Міжнародних фестивалях східнослов'янської коляди (Польща, Люблін).
У травні 2014 року, колектив бере участь у Всесвітній спільній молитві «За Україну, Мир і Спокій» на горі Хом'як, яку організувала Руслана Лижичко.
За досягнення в розвитку аматорського мистецтва, відродження й примноження надбань національної культури, художньої спадщини українського народу та високий рівень виконавської майстерності у 2009 році дівочому хору «Ліра» було надано почесне звання «Народний».
На даний час колектив складається з понад 35 дівчат, диригентом є Оксана Мельничук, а хормейстером — Анна Немерко.

## Нагороди
2002 рік — Лауреат фестивалю мистецтв «Сурми звитяги».
2006 рік — Лауреат VI міжрегіонального фестивалю-конкурсу «Пісні незабутого краю»
2013 рік — Лауреат (І Премія) міжнародного музичного фестивалю в місті Неос Мармарас (Греції).